# Kachuga trivittata
Kachuga trivittata är en sköldpaddsart som beskrevs av  André Marie Constant Duméril och Gabriel Bibron 1835. Kachuga trivittata ingår i släktet Kachuga och familjen Geoemydidae. Inga underarter finns listade i Catalogue of Life.
Nyare verk listar arten i släktet Batagur.

## Utbredning
Kachuga trivittata hittas i flodsystemen Irrawaddy och Salween i Myanmar, samt i Yunnan-provinsen i Kina.  Den lever i låglandet och i kulliga områden upp till 200 meter över havet. De vistas intill större floder. Levnadssättet antas vara lika som hos Batagur kachuga.

## Hot
Exemplar fångas för köttets skull och dessutom samlas artens ägg. Beståndet hotas dessutom av gruvdrift och av nya dammbyggnader. Flera individer dödas när fiskar fångas med gift eller med dynamit. Året 2018 uppskattades att det endast finns 10 vuxna exemplar kvar. IUCN listar arten som akut hotad (CR).